# Dilobopterus syrphoidula
Dilobopterus syrphoidula är en insektsart som först beskrevs av Jacobi 1905.  Dilobopterus syrphoidula ingår i släktet Dilobopterus och familjen dvärgstritar. Inga underarter finns listade i Catalogue of Life.